# Slađana Mirković
Slađana Mirković (Užice, 7 ottobre 1995) è una pallavolista serba, palleggiatrice della Roma Club.

## Carriera

### Club
Slađana Mirković inizia a giocare a livello giovanile nella propria città, trasferendosi all'età di 14 anni al Poštar di Belgrado con cui ottiene le prime convocazioni in prima squadra; nell'annata 2010-11 passa al Vizura, rimanendo allo stesso club fino alla fusione dello stesso con il Partizan nell'annata 2013-14, durante la quale si aggiudica il campionato serbo e la Supercoppa serba 2013; col termine dell'accordo fra Partizan e Vizura, torna nuovamente a quest'ultimo, vincendo per la seconda volta la Supercoppa serba e il campionato serbo, oltre a conquistare pure la Coppa di Serbia.
Per la stagione 2015-16 si trasferisce alla Dinamo Pančevo e nell'annata successiva va a giocare nella Superliqa azera con il Telekom Baku, contribuendo al primo campionato vinto nella storia del club. Nella stagione 2017-18 si accasa al Chemik Police con cui vince uno scudetto e una Coppa di Polonia.
Per l'annata 2019-20 firma per la squadra italiana del Bergamo, in Serie A1, mentre nell'annata seguente milita in Sultanlar Ligi, dove difende i colori dell'Eczacıbaşı aggiudicandosi la Supercoppa turca. Nella stagione 2021-22 si trasferisce invece in Romania per disputare la Divizia A1 con l'Alba-Blaj; con la formazione biancorossa conquista una Supercoppa, una coppa nazionale e due scudetti.
Nel campionato 2023-24 fa ritorno nella massima divisione turca, indossando la casacca del PTT, mentre in quello seguente è nuovamente di scena nel massimo campionato italiano, dove difende i colori della Roma Club, con cui si aggiudica la WEVZA Cup e la Challenge Cup.

### Nazionale
Con la nazionale serba under 18 vince il bronzo al campionato europeo e al campionato mondiale di categoria del 2011, oltre ad un secondo posto al Festival olimpico della gioventù europea. 
L'anno seguente vince l'argento al campionato europeo under 19, aggiudicandosi anche il premio individuale come miglior palleggiatrice, riconoscimento che le viene assegnato anche nel 2013 quando partecipa al campionato mondiale under 20.
Nel 2015 arriva la prima convocazione in nazionale maggiore; con la selezione guidata da Zoran Terzić si aggiudica il bronzo ai Giochi europei 2015 e due medaglie d'oro consecutive al campionato europeo nel 2017 e nel 2019.
Nel 2021 conquista la medaglia di bronzo ai Giochi della XXXII Olimpiade di Tokyo e quella d'argento al campionato europeo, mentre l'anno seguente giunge terza alla Volleyball Nations League e vince l'oro al campionato mondiale.

## Palmarès

### Club
- Campionato serbo: 2

2013-14, 2014-15
- Campionato azero: 1

2016-17
- Campionato polacco: 1

2017-18
- Campionato rumeno: 2

2021-22, 2022-23
- Coppa di Serbia: 1

2014-15
- Coppa di Polonia: 1

2018-19
- Coppa di Romania: 1

2021-22
- Supercoppa serba: 2

2013, 2014
- Supercoppa turca: 1

2020
- Supercoppa rumena: 1

2021
- Challenge Cup: 1

2024-25
- WEVZA Cup: 1

2024

### Nazionale (competizioni minori)
- Campionato europeo under 18 2011
- Festival olimpico estivo della gioventù europea 2011
- Campionato mondiale under 18 2011
- Campionato europeo under 19 2012
- Giochi europei 2015

### Premi individuali
- 2012 - Campionato europeo under 19: Miglior palleggiatrice
- 2013 - Campionato mondiale under 20: Miglior palleggiatrice